# Fortuniense
| Era Eratema | Periodo Sistema | Época Serie                  | Edad Piso                    | Inicio, en millones de años |
| ----------- | --------------- | ---------------------------- | ---------------------------- | --------------------------- |
| Paleozoico  | Pérmico         | Pérmico                      | Pérmico                      | 298,9±0,15                  |
| Paleozoico  | Carbonífero     | Carbonífero                  | Carbonífero                  | 358,86±0,19                 |
| Paleozoico  | Devónico        | Devónico                     | Devónico                     | 419,62±1,36                 |
| Paleozoico  | Silúrico        | Silúrico                     | Silúrico                     | 443,1±0,9                   |
| Paleozoico  | Ordovícico      | Ordovícico                   | Ordovícico                   | 486,8 ±1,5                  |
| Paleozoico  | Cámbrico        | Furongiense Furongiano       | Piso/Edad 10                 | 491,0                       |
| Paleozoico  | Cámbrico        | Furongiense Furongiano       | Jiangshaniense Jiangshaniano | 494,2                       |
| Paleozoico  | Cámbrico        | Furongiense Furongiano       | Paibiense Paibiano           | ~497                        |
| Paleozoico  | Cámbrico        | Miaolingiense Miaolingiano   | Guzhangiense Guzhangiano     | ~500,5                      |
| Paleozoico  | Cámbrico        | Miaolingiense Miaolingiano   | Drumiense Drumiano           | ~504,5                      |
| Paleozoico  | Cámbrico        | Miaolingiense Miaolingiano   | Wuliuense Wuliuano           | ~506,5                      |
| Paleozoico  | Cámbrico        | Serie/Época 2                | Piso/Edad 4                  | 514,5                       |
| Paleozoico  | Cámbrico        | Serie/Época 2                | Piso/Edad 3                  | ~521                        |
| Paleozoico  | Cámbrico        | Terreneuviense Terreneuviano | Piso/Edad 2                  | ~529                        |
| Paleozoico  | Cámbrico        | Terreneuviense Terreneuviano | Fortuniense Fortuniano       | 538,8±0,6                   |

El Fortuniense o Fortuniano es el primer piso y edad del Terreneuviense (primera serie del Cámbrico), y por tanto del Cámbrico, del Paleozoico y del Fanerozoico, en la escala temporal geológica. Se inició hace unos 538,8 millones de años y terminó hace unos 529 millones de años.
El nombre Fortuniense procede de Fortune, una población próxima al GSSP, ubicada en la costa de la bahía Fortune de la península de Burin (isla de Terranova, provincia de Terranova y Labrador, Canadá).

## Sección estratotipo y punto de límite global (GSSP)

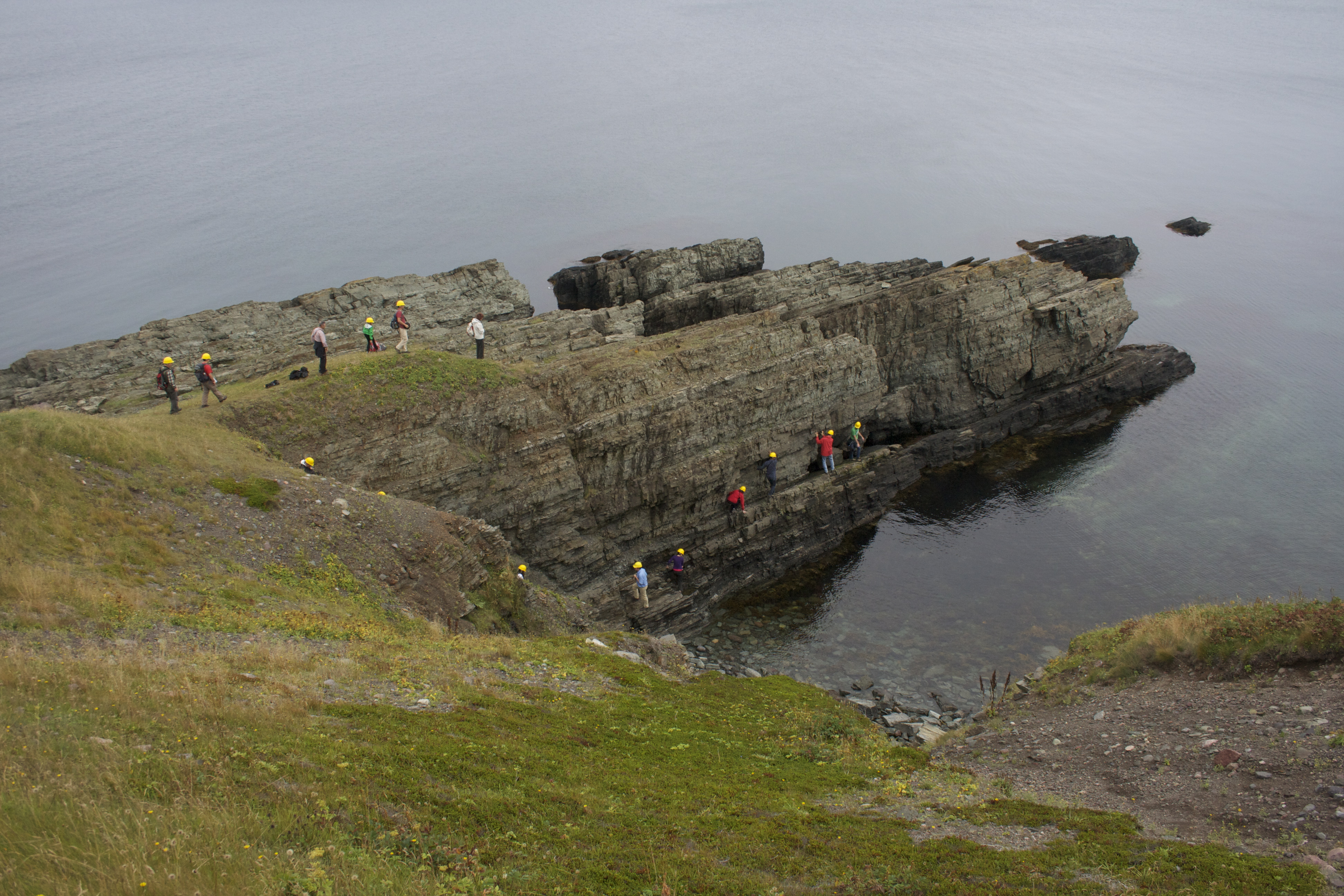
GSSP del la base del Fortuniense (límite Ediacárico-Cámbrico) en la Reserva Ecológica de Fortune Head, Terranova, Canadá.

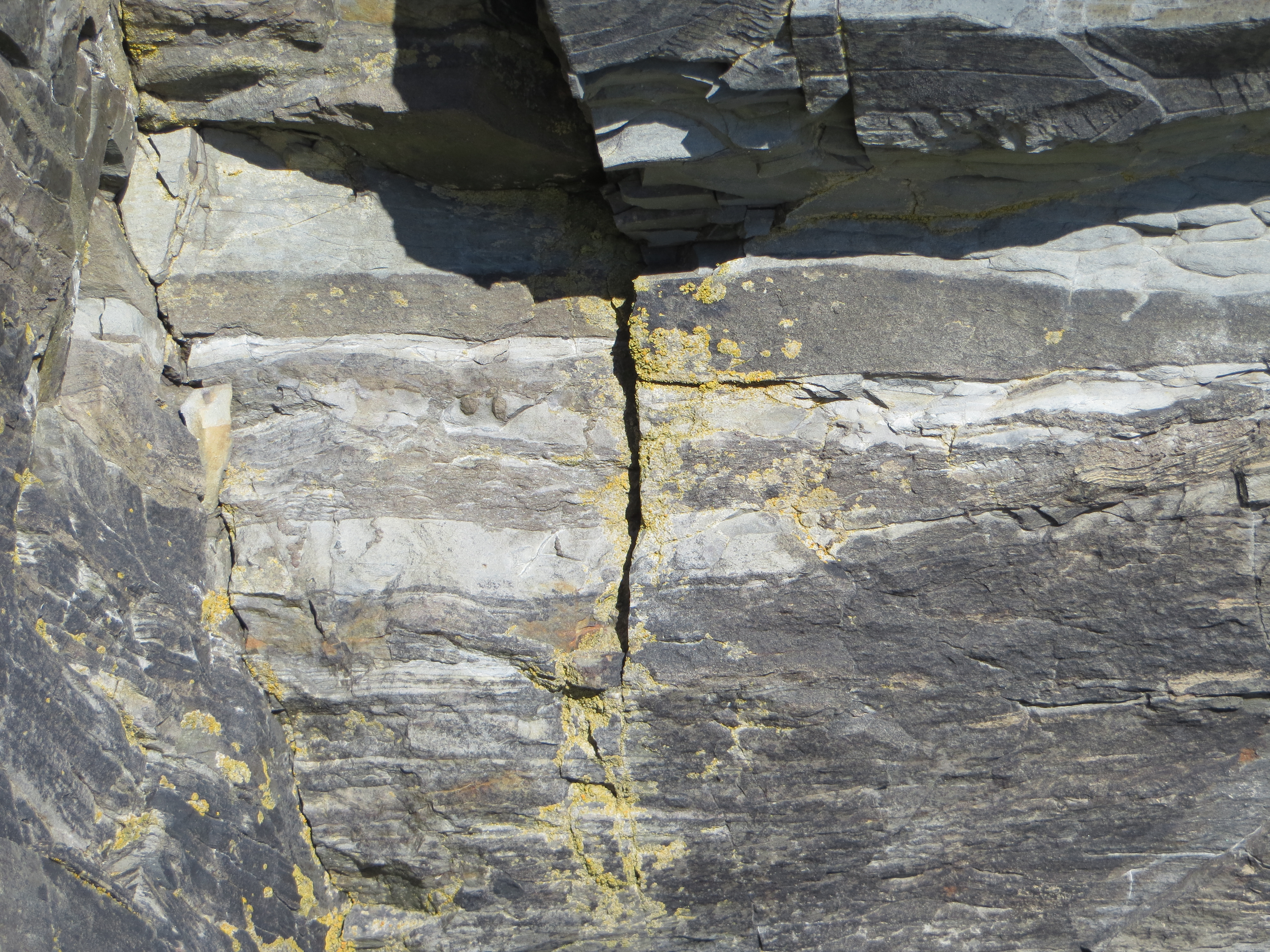
Icnofósiles de Trichophycus pedum en Fortune Head.

La sección estratotipo y punto de límite global (GSSP) para la base del piso Fortuniense, de la serie Terreneuviense, del sistema Cámbrico y del eonotema Paleozoico está situado en Fortune Head, en el extremo norte de la península de Burin (isla de Terranova, Canadá). Se caracteriza por la primera aparición de la pista fósil Trichophycus pedum. El piso, la serie y el GSSP fueron aprobados por la Comisión Internacional de Estratigrafía y ratificados posteriormente por la Unión Internacional de Ciencias Geológicas en 1992.
El techo del Fortuniense se define por la base del Piso 2 del Cámbrico, pendiente de definir por la Comisión Internacional de Estratigrafía, que se caracteriza provisionalmente por la aparición en el registro fósil de los denominados «pequeños fósiles con concha» o de los primeros arqueociatos.